# Roger Franco
Roger Franco (Bauru, 5 de Janeiro de 1976) é um guitarrista brasileiro. Em 2012, ele foi eleito pela revista Rolling Stone Brasil um dos  70 Mestres Brasileiros da Guitarra e do Violão. Segundo a revista, "Franco é conhecido por sua atuação junto a bandas de rock cristão, como o Ministério Paixão Fogo e Glória, além de ser um professor bastante requisitado".
Foi eleito também o 2o melhor guitarristas de rock cristão do Brasil pelo site gospelmais.com.br/, atrás apenas de Juninho Afram

## Carreira
Roger trabalhou durante 8 anos com o irlandês David M. Quinlan com quem gravou 4 CDs e 3 DVDs, onde fez shows por todo país e exterior. 
Participou dos maiores eventos de música do país, tais como: ExpoMusic 2003 a 2016, Festival Guitar Player/IGT (SP, ES, Campinas/SP e Niterói/RJ), Jazz Week BH e vários outros festivais.
Trabalhou e gravou dois CDs e dois DVDs com o cantor gospel Thalles Roberto.

## Discografia
Solo
- 2006 - Energy

com o Ministério Paixão Fogo e Glória
- 2001 - Fogo e Glória Curitiba
- 2003 - Abraça-me
- 2004 - Águas Profundas
- 2004 - Apaixonado por Ti Jesus

com a Banda Freedom
- 2010 - O Início
- 2014 - Novo Tempo

com a banda "4Action"
- 2013 - Live in San Francisco (DVD)
- 2019 - Live in São Paulo at Mosh Studios (DVD)

### Detalhes dos Álbuns Solo

#### Energy (2006)
Energy é o primeiro - e por enquanto único - álbum solo do guitarrista brasileiro Roger Franco. O álbum foi lançado em 12 de março de 2006 por um selo independente.
O pré-lançamento do álbum se deu na Expomusic 2006.
Faixas do álbum
- Todas as faixas compostas por Roger Franco. A faixa "Pop Johnson" foi inspirada no guitarrista Eric Johnson.

| N.º | Título          | Compositor(es) | Duração |  |
| 1.  | "Speed Guitar"  |                | 4:58    |  |
| 2.  | "Highway"       |                | 3:01    |  |
| 3.  | "Friends"       |                | 5:00    |  |
| 4.  | "Power Groove"  |                | 3:33    |  |
| 5.  | "Pop Johnson"   |                | 3:29    |  |
| 6.  | "Energy"        |                | 4:43    |  |
| 7.  | "Emotion"       |                | 4:39    |  |
| 8.  | "Medieval"      |                | 3:49    |  |
| 9.  | "Uai Metal"     |                | 3:33    |  |
| 10. | "A Cruz"        |                | 3:25    |  |
| 11. | "Franco Fusion" |                | 4:06    |  |
| 12. | "Reflexos"      |                | 3:21    |  |